# Donald Lindsay Galbreath
Donald Lindsay Galbreath, né le 19 mai 1884 à Newark (Ohio), mort le 2 novembre 1949 à Londres, dentiste américain, est connu surtout comme héraldiste établi dans le canton de Vaud en Suisse.

## Biographie
Galbreath est issu d’une famille américaine d’origine écossaise. Son père était dentiste, sa mère enseignante. Il entreprend des études universitaires en Allemagne, puis aux États-Unis et en Suisse. En 1910, il ouvre un cabinet de dentiste à Montreux (anciennement Le Châtelard).
Ses talents linguistiques en anglais, allemand et français lui sont très utiles pour ses recherches en héraldique et sigillographie. Par ses nombreuses publications Galbreath est devenu l’un des représentants majeurs de ces sciences. En collaboration avec les héraldistes Egon Freiherr von Berchem (de) et Otto Hupp, il établit un catalogue des armoriaux allemands médiévaux. La revue des Archives héraldiques suisses, dont il est responsable de la rédaction romande, a gagné, sous sa direction, une audience internationale.

## Œuvres
Outre de nombreux articles sur les questions d’héraldique et de sigillographie relatives à la Suisse romande, Galbreath a publié diverses monographies:
- avec Hubert de Vevey: Manuel d'héraldique, 1922 (augmenté sous le titre Manuel du blason Lausanne, éd. Spes, 1942).
- Papal heraldry : a treatise on ecclesiastical heraldry, Cambridge : W. Heffer, 1930 (nouvelle édition Geoffrey Briggs, Londres 1972).
- Handbüchlein der Heraldik mit einem deutsch-französischen und französisch-deutschen heraldischen Wörterbuch, Lausanne : éd. Spes, 1930
- Armorial vaudois, 2 volumes, Baugy-sur-Clarens, 1934–1936 (passe pour l’œuvre majeure de Galbreath) (reprint Genève Slatkine 1977)
- Inventaire des sceaux vaudois, Lausanne, Genève, Payot 1937
- Lehrbuch der Heraldik, München 1939 (Lausanne 1978).
- avec Egon von Berchem et Otto Hupp: Beiträge zur Geschichte der Heraldik, Berlin 1939.

## Sources
- Fonds : GALBREATH (Donald-Lindsay, 19 mai 1884 - 2 novembre 1949) (1895 - 2004) [1 enveloppe].  Cote : Dossier ATS GALBREATH (Donald-Lindsay). Archives cantonales vaudoises (présentation en ligne).